# Vordell Walker
Eddie "Shooter" Walker (Savannah, 1982), mais conhecido pelo seu nome no ringue Vordell Walker, é um lutador estadunidense de wrestling profissional, que trabalha no circuito independente. Ele é mais conhecido por suas aparições na Ring of Honor (ROH) e Total Nonstop Action Wrestling (TNA).